# Ošljak (Preko)
Ošljak ili Lazaret (talijanski: Calugerà) je najmanji nastanjeni otok (površina oko 0,332 km km²) na Jadranskom moru i hrvatskoj obali Jadrana te istoimeno naselje.
Nalazi se u Zadarskom kanalu udaljen oko 780 metara od mjesta Kali, te oko 940 metara od mjesta Preko na otoku Ugljanu i pripada općini Preko. Dužina obalne crte je 2,41 km, a najviši vrh visok je 89 m. Naselje Ošljak proteže se na dijelu morske obale od otprilike 950 metara duljine i u dubini od prosječno 70 metara od obalne crte. Prostornim planom uređenja Općine Preko ostatak otoka (izvan obuhvaća naselja, ali u dodirnom području) 
utvrđen je kao područje zaštićenih dijelova prirode – park šuma (od 1985). 
Ošljak pruža brojne mogućnosti ribolova i ronjenja, a samo mjesto je primjer tradicionalne mediteranske arhitekture, u kojem se nalazi crkvica sv. Marije iz 6. stoljeća, kao i mlin vjetrenjača iz 16. stoljeća.

## Reljef
U reljefnoj strukturi izražen je paralelizam u dinarskom pravcu formiranih reljefnih cjelina s horizontalnom razvedenošću - dalmatinski tip obale. Geomorfologija otoka pokazuje da prevladavaju karbonatne stijene, a fliš i druge mekše taložine su izuzetci, dok su značajna dolomitna agrarno vrjednovana područja, uglavnom pogodno okrenuta prema jugu.

## Klima
Klimatski uvjeti otoka su sredozemni, s dugim, suhim i toplim ljetima, te kratkim, blagim i vlažnim zimama. Područje je dobro osunčano, te je prosječna godišnja temperatura oko 15,2˚C, odnosno prosječna temperatura u najhladnijem mjesecu u godini, siječnju, iznosi oko 7˚C, dok prosječna temperatura u najtoplijem mjesecu, srpnju, iznosi između 24˚C i 25˚C.

## Biljni i životinjski svijet
Otok je prekriven šumom čempresa i borova i mediteranskom makijom i nasadima starih maslina. Prema Karti staništa Republike Hrvatske na području Ošljaka nalazi se 10 tipova staništa od kojih je 4 ugroženo i zaštićeno: submediteranski i epimediteranski suhi travnjaci, bušici, infralitoralni sitni pijesci s više ili manje mulja te infralitoralna čvrsta dna na čvrstom i stjenovitom dnu. Iako ne postoji cjelovita inventarizacija flore i faune ovog područja, prema podacima iz crvenih knjiga i postojećih stručnih studija, na području Ošljaka stalno ili povremeno živi niz ugroženih i zaštićenih vrsta.
Prema Crvenoj knjizi ugroženih ptica Hrvatske otok Ošljak je područje rasprostranjenja nekoliko ugroženih i strogo zaštićenih vrsta ptica (hrvatska i latinska imena): ševa krunica (Lullula arborea), primorska trepteljka (Anthus campestris), sivi sokol (Falco peregrinus), suri orao (Aquila chrysaetos), morski vranac (Phalacrocorax aristotelis), zmijar (Circaetus gallicus), riđogrli gnjurac (Podiceps grisegena), dugokljuna čigra (Thalasseus sandvicensis), eleonorin sokol (Falco eleonorae) i kaukal (Calonectris diomedea'). Prema Crvenoj knjizi vodozemaca i gmazova Hrvatske predmetno područje je stanište 4 strogo zaštićenih vrsta vodozemaca i gmazova npr. glavata želva.

## Povijest
Otok Ošljak je naseljen od antike, kada su na njemu postojale rimske građevine. U srednjem vijeku u posjedu je Zadarske nadbiskupije, potom pripada zadarskim plemićkim obiteljima.
Kao vojno strateški pogodno uporište u Zadarskom kanalu, u više je navrata (1242., 1311–13) bio mjesto iskrcavanja mletačke vojske prilikom njezina napada na Zadar. Godine 1320. otok Ošljak spominje kao posjed Zadarske biskupije. Godine 1630. na Ošljaku je bio podignut lazaret (karantena) za kužne bolesnike. Godine 1775. izgrađeni su mlinovi (vjetrenjače) za mljevenje žita, no pokazalo se da zbog prevrtljivosti vjetra nisu ekonomski isplativi, danas su ruševine.
Prema evidenciji Uprave za zaštitu kulturne baštine  - Konzervatorski odjel u Zadru sadrži kulturna dobra: Crkvu sv. Marije, ruševine ljetnikovca obitelji Calogerà i seoska cjelina Valčić. Najvažniji spomenik kulture na otoku je crkva sv. Marije. Na njenom mjestu je nekada postojala kasnoantička građevina na čijim temeljima, u ranom srednjem vijeku, nastaje crkva prvotno posvećena sv. Jeronimu. Obnavljana je i dograđivana u 15. stoljeću za vrijeme zadarskog nadbiskupa Lovre Veniera. U produžetku od crkve prema sjeveru nalaze se ruševine ljetnikovca obitelji Calogerà. Do njih se dolazi kroz vrtove i pergole (perivoj). Zbijeni sklop od desetak zgrada stvara seosku cjelinu Valčić, a predstavlja stari dio naselja nastalog u 17. i 18. stoljeću. Osnovna škola počela je s radom 1927. (zgrada je izgrađena 1929.) i radila je do 1958.
2016. godine snimljen je dokumentarni film Ošljačka saga.

## Stanovništvo
Prema popisu stanovništva iz 2001. godine na otoku je naseljeno 18 stanovnika, ali je kasnije kroz izradu Izmjena i dopuna Prostornog plana uređenja Općine Preko utvrđen noviji podatak od 59 stanovnika. Gotovo svi stanovnici nose prezime Valčić.
Prema popisu iz 2011. u naselju je živjelo 29 stanovnika.
| broj stanovnika | 45    |       | 62    | 87    | 91    | 85    |       | 199   | 139   | 125   | 93    | 64    | 27    | 65    | 18    | 29    | 35    |
|                 | 1857. | 1869. | 1880. | 1890. | 1900. | 1910. | 1921. | 1931. | 1948. | 1953. | 1961. | 1971. | 1981. | 1991. | 2001. | 2011. | 2021. |

## Promet
Otok ima samo morsku luku – trajektno pristanište i javne pješačke puteve i površine. Luka je duboka oko 4 m i dobro zaklonjena od vjetrova. Na otoku ne postoje ceste i kolne površine, a ne planiraju se ni u budućnosti. Otok je povezan trajektnom linijom sa Zadrom i Prekom. Trajekt na Ošljak pristaje 4 puta na dan (2 put iz Preka, 2 put iz Zadra).

## Zanimljivosti
Najpoznatija pjesma o Ošljaku je Ošljačka saga koju je napisao Davor Valčić i pjeva ju sa svojim sastavom Postolar Tripper.